# Bangeta
Bangeta (ang. Mount Bangeta) – najwyższy szczyt w paśmie górskim Saruwaged, na półwyspie Huon, w północno-wschodniej części Papui-Nowej Gwinei. Wznosi się na wysokość 4121 m n.p.m.
Istnieją warianty nazewnicze: Saruwaged, Sarawaket, Salawaket, Sturmkoppe.